# Rodolfo Orlandini
Rodolfo Orlando Orlandini (Buenos Aires, 1 januari 1905 – 24 december 1990) was een Argentijns voetballer en voetbalcoach.
Op de Olympische Zomerspelen van 1928 won hij de zilveren medaille met het Argentijns voetbalelftal, nadat de ploeg in de finale had verloren van Uruguay. Orlandini was tevens een van de spelers die deel uitmaakten van het eerste Wereldkampioenschap voetbal in 1930. Hier kende de finale dezelfde afloop.
Orlandini werd later coach en was onder meer korte tijd bondscoach van Colombia en Ecuador.